# العلاقات بين الرأس الأخضر والبرتغال
تشير العلاقات بين الرأس الأخضر والبرتغال (بالإنجليزية: Cape Verde–Portugal relations)‏، إلى العلاقات الدبلوماسية بين جمهورية الرأس الأخضر، والجمهورية البرتغالية. كلا البلدين أعضاء في مجموعة البلدان الناطقة بالبرتغالية، والأمم المتحدة.

## التجارة
في 1998، وقعت الرأس الأخضر والبرتغال اتفاقية تجارية.
في 2017، بلغ إجمالي التجارة بين البلدين 284 مليون يورو.
البرتغال هي ثاني أكبر شريك تجاري للرأس الأخضر (بعد أسبانيا).